# بحرية صور
بحرية صور (باللاتينية: Bahariasaurus) الاسم يعني «ديناصور الواحة البحرية» وهو ديناصور ضخم ينتمي الي فصيلة الثيروبودوات، عاش في الواحات البحرية في العصر الطباشيري من 95 مليون سنة.
اكتشفه أرنست سترومر وكان هيكل الديناصور ضمن متحف مدينة ميونخ والذي تم تدميره في الحرب العالمية الثانية.

## تاريخ اكتشافه
اكتشفت أول أجزاء الهيكل المتحجرة لبحرية صور (HM 1922 X47)، مثلما اكتشفت أحفورات سبينوصور (المصري) وكاركارودونتوسورس خلال السنوات 1911 - 1914 في الواحات البحرية في مصر، واكتشفها عالم التاريخ الطبيعي الألماني أرنست سترومر.

وخلال الحرب العالمية الثانية أدي هجوم سلاح الجو البريطاني إلى تدمير متحف ميونيخ وضياع الأحفورات. كانت الاحفورات تتكون من عظام للظهر متحجرة، وبعض الأضلاع وعظام الحوض، وبعض عظام الذيل، وتدل في حجمها على حيوان يصل طوله إلى نحو 12 متر ويقدر وزنة بنحو 5و2 طن. ثم اكتشفت بعد ذلك أحفورات تنتمي إلى حيوان البحرية صور Bahariasaurus ، وكذلك أحفورات اكتشفها عالم التاريخ الطبيعي الفرنسي «ألبرت-فليلكس لابارنت» في الصحراء الغربية وفي أواسط الصحراء الكبرى. كان «لابارنت» أحد أعضاء جمعية الجيولوجيين الفرنسية، وقام بنشر اكتشافه في عام 1960 .

## انظر أيضا

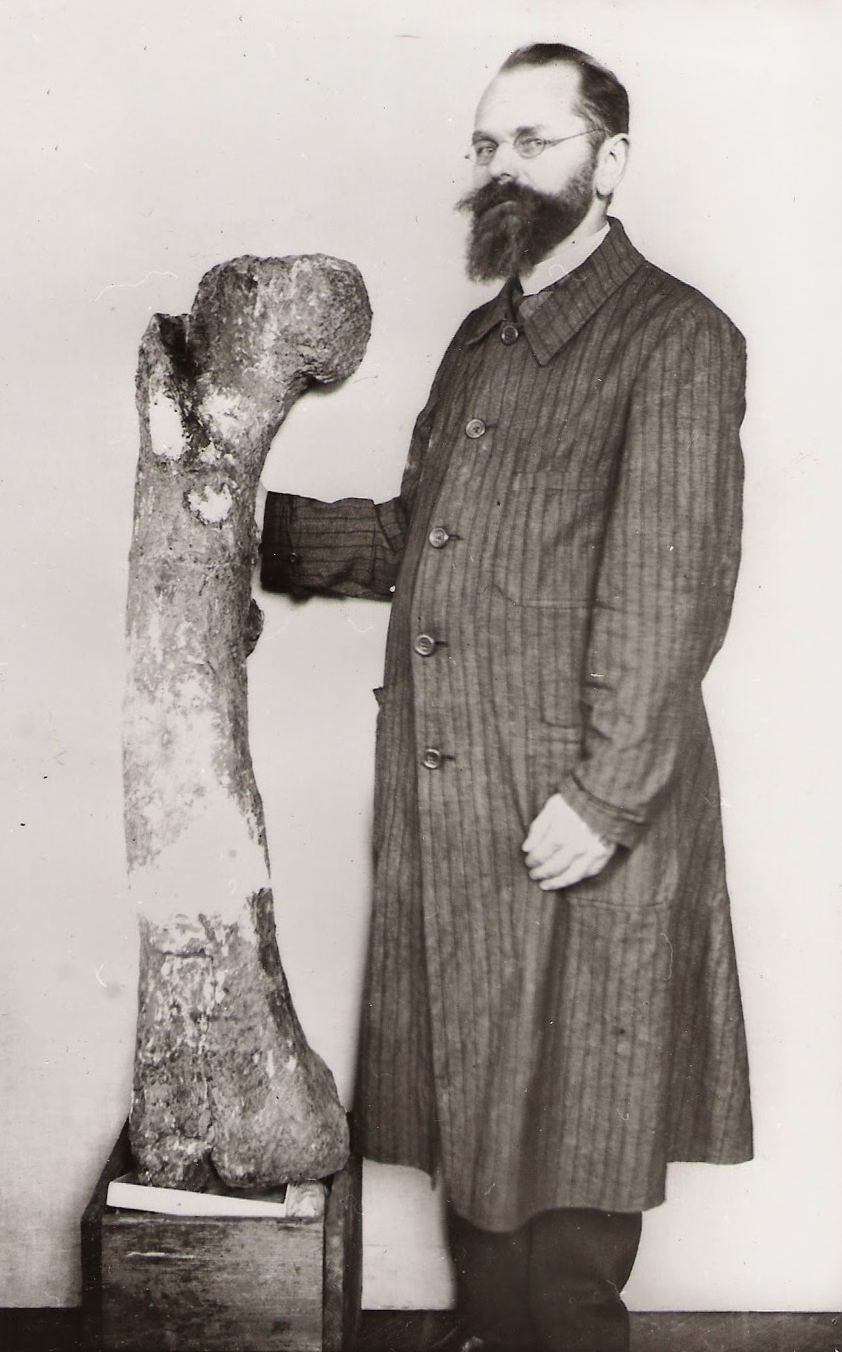
إيرنست شترومر مسندا بيده إحدى عظام البحرية صور Bahariasaurus